# Bremen (Ohio)
Bremen és una població dels Estats Units a l'estat d'Ohio. Segons el cens del 2000 tenia 1.265 habitants.

## Demografia
Segons el cens del 2000, Bremen tenia 1.265 habitants, 483 habitatges, i 360 famílies. La densitat de població era de 588,5 habitants/km².
Dels 483 habitatges en un 39,8% hi vivien nens de menys de 18 anys, en un 58% hi vivien parelles casades, en un 10,8% dones solteres, i en un 25,3% no eren unitats familiars. En el 23,2% dels habitatges hi vivien persones soles el 13,5% de les quals corresponia a persones de 65 anys o més que vivien soles. El nombre mitjà de persones vivint en cada habitatge era de 2,62 i el nombre mitjà de persones que vivien en cada família era de 3,06.
Per edats la població es repartia de la següent manera: un 29,6% tenia menys de 18 anys, un 7,8% entre 18 i 24, un 29,3% entre 25 i 44, un 20,1% de 45 a 60 i un 13,1% 65 anys o més.
L'edat mediana era de 35 anys. Per cada 100 dones de 18 o més anys hi havia 89,8 homes.
La renda mediana per habitatge era de 38.036 $ i la renda mediana per família de 44.844 $. Els homes tenien una renda mediana de 33.472 $ mentre que les dones 22.202 $. La renda per capita de la població era de 16.408 $. Aproximadament el 6,9% de les famílies i el 6,7% de la població estaven per davall del llindar de pobresa.

## Poblacions més properes
El següent diagrama mostra les poblacions més properes.